# Francis Alphonsus Bourne
Francis Alphonsus Bourne (Clapham, 23 maart 1861 - Londen, 1 januari 1935 was een Engels geestelijke en kardinaal van de Rooms-Katholieke Kerk.

## Jeugd en opleiding
Bourne was de zoon van postbeambte Henry Bourne, die zich bekeerd had tot het katholicisme, en de Ierse Elen Byrne. Hij bezocht het St. Cuthbert College in Ushaw en vervolgde zijn opleiding aan het St. Edmund's Seminary in Ware. Hij trad in bij de Dominicanen maar verliet de orde weer in 1880. Vervolgens studeerde Bourne aan het St. Thomas' Seminary in Hammersmith en aan het Seminarie Saint Sulpice in Parijs.

## Priester en vroege loopbaan
Bourne werd op 11 juni 1884 priester gewijd. Hij diende vervolgens als kapelaan en pastoor bij verschillende parochies alvorens in 1891 aan te treden als professor bij het St. John's Seminary in Wonersh, van welke instelling hij in januari 1896 rector werd. Paus Leo XIII benoemde hem in 1895 tot pauselijk huisprelaat.

## Bisschop en aartsbisschop
Paus Leo XIII benoemde de pas aangetreden rector van het St. John's Seminary op 27 maart 1896 tot titulair bisschop van Epifania en tot coadjutor van Southswark. Hij ontving zijn bisschopswijding uit handen van kardinaal Herbert Vaughan, aartsbisschop van Westminster. Op 9 april 1897 volgde hij bisschop John Baptist Butt op als bisschop van Southwark. Op 11 september 1903 benoemde de, net verkozen, heilige paus Pius X Bourne tot aartsbisschop van Westminster, als opvolger van Vaughan.

## Kardinaal
Tijdens het consistorie van 27 november 1911 creëerde Pius X hem kardinaal. De Santa Pudenziana werd zijn titelkerk. Kardinaal Bourne nam deel aan het conclaaf van 1914 dat leidde tot de verkiezing van paus Benedictus XV. Ook aan het conclaaf van 1922 waarbij paus Pius XI werd gekozen nam hij deel. De kardinaal overleed in 1935. Zijn lichaam werd bijgezet in de kapel van St. Edmund's Seminary in Ware, waar ooit zijn opleiding tot de geestelijke stand begon.
- Bibliothèque nationale de France: cb112747031 (data)
- Gemeinsame Normdatei: 12666532X
- International Standard Name Identifier: 0000 0001 1624 514X
- Library of Congress Control Number: no2008121011
- Nationale Bibliotheek van Tsjechië: jx20100511001
- Nationale Bibliotheek van Israël: 987011857776805171
- Nationale Bibliotheek van Polen: a0000003684209
- Nederlandse Thesaurus van Auteursnamen: 099880725
- Istituto Centrale per il Catalogo Unico: RMRV020716
- SNAC: w6zq227g
- Système universitaire de documentation: 118738275
- Trove: 1474494
- Virtual International Authority File: 39370745
- WorldCat: E39PBJkxGdBB44BBkWrxkKgBT3